# James Patterson Lyke
James Patterson Lyke, OFM (Chicago, 18 de fevereiro de 1939 - Atlanta, 27 de dezembro de 1992) foi um clérigo afro-americano da Igreja Católica Romana. Ele serviu como arcebispo de Atlanta de 1991 a 1992.

## Biografia
James Lyke nasceu no lado sul de Chicago, Illinois, o caçula de sete filhos de Amos e Ora (née Sneed) Lyke. Seu pai abandonou a família e sua mãe foi deixada para criar os filhos em um ambiente pobre, dependendo de verificações de bem - estar. A família morava em um apartamento, onde não havia camas e a única fonte de calor era um fogão a carvão, antes de se mudar para o Wentworth Gardens, um conjunto habitacional de Chicago. Sua mãe, batista, enviou James para uma escola católica na quarta série, a fim de mantê-lo longe de problemas, e lavou a roupa da igreja para ajudar a pagar as mensalidades. Logo depois, ela e seis de seus filhos, incluindo James, se converteram ao catolicismo.
Juntou-se à ordem franciscana em 1959, estudando no Noviciado de São Francisco, em Teutópolis, Illinois, depois obtendo seu diploma de bacharel em filosofia na Casa de Filosofia Nossa Senhora dos Anjos, através do Quincy College, em Illinois. Ele realizou um mestrado em divindade no Seminário Teológico São José, em Teutópolis, e recebeu um Ph.D. em teologia em 1981 pela Union Graduate School em Cincinnati, Ohio.

## Episcopado

### Bispo Auxiliar de Cleveland
Enquanto servia como bispo auxiliar na diocese de Cleveland, o bispo Lyke coordenou o projeto do hinário que produziu Lead Me, Guide Me: o hinário católico afro-americano em 1987.

### Administrador Apostólico de Atlanta
Após a renúncia do arcebispo Eugene Marino devido ao escândalo em 1990, o bispo Lyke foi nomeado administrador apostólico da arquidiocese de Atlanta.

### Arcebispo de Atlanta
Ele foi então nomeado arcebispo lá e foi instalado como tal em 24 de junho de 1991. Lyke morreu de câncer em 1992. Na época de sua morte, ele era o clérigo católico negro de mais alto nível no país.